# Franz Elmiger

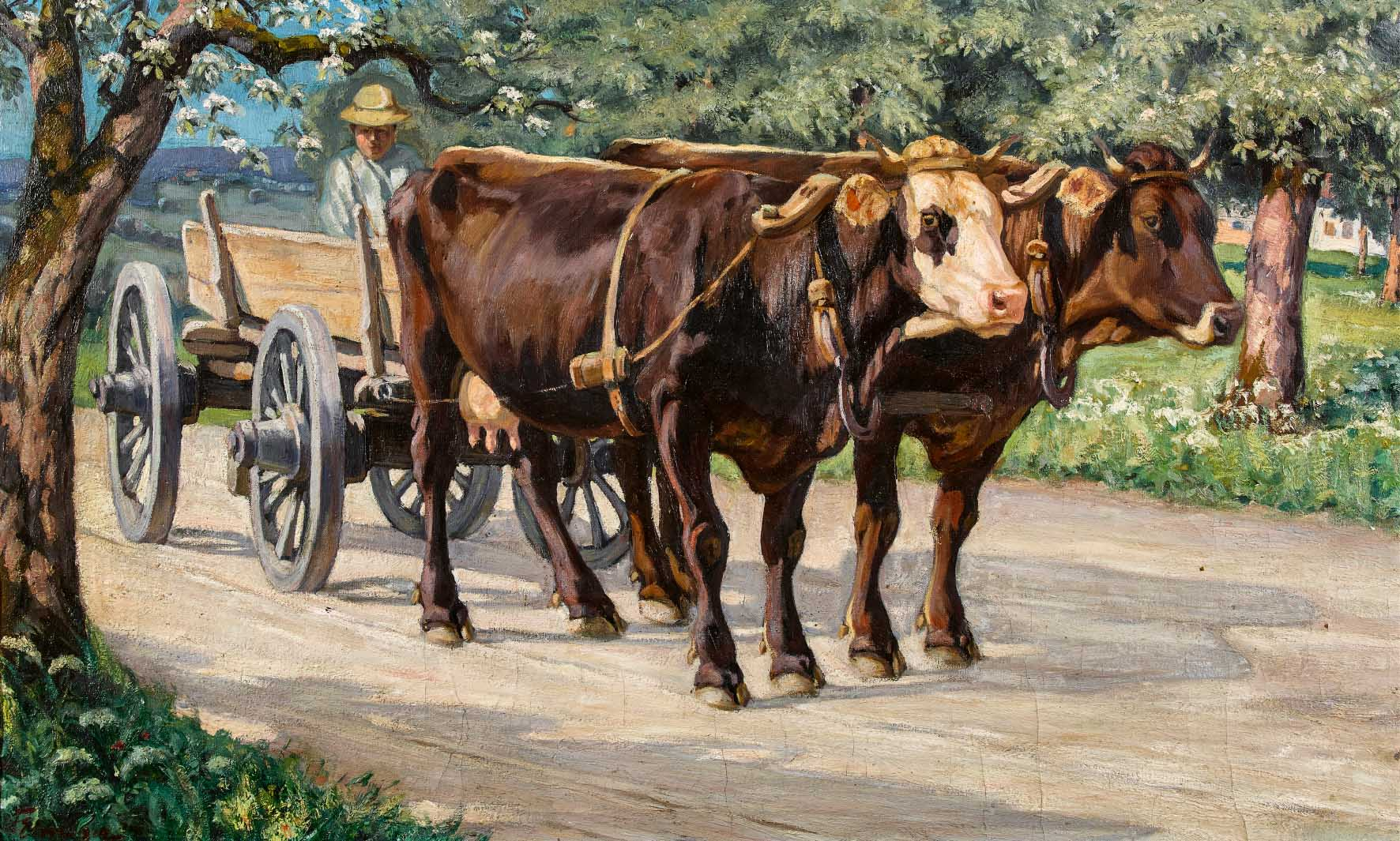
Bäuerliche Szene mit Kühen vor Holzwagen

Franz Elmiger (* 17. September 1882 in Ermensee; † 27. September 1934 in Luzern) war ein Schweizer Tier- und Landschaftsmaler sowie Restaurator.

## Leben
Franz Elmiger besuchte von 1897 bis 1899 das Lehrerseminar in Hitzkirch und von 1899 bis 1903 die Kunstgewerbeschulen in Luzern und Zürich. Seit dem 28. Oktober 1905 studierte er an der Königlichen Akademie der Künste in München bei Heinrich Zügel und Angelo Jank.
In den Jahren 1907 und 1918 erhielt er Kunststipendien der Schweizerischen Eidgenossenschaft. Von 1903 bis 1923 nahm er an allen Turnusausstellungen des Schweizer Kunstvereins und von 1908 bis 1925 an allen acht Nationalen Kunstausstellungen teil. Von 1908 bis 1934 stellte er seine Werke auf den Gruppenausstellungen in München, Brüssel, Zürich, Basel und Luzern aus.
Von 1920 bis 1934 war er an den Restaurierungsarbeiten in der Kapelle Adligenswil, der Jesuitenkirche in Luzern und an Gemälden der Kunstgesellschaft Luzern tätig.